# Heinrich von Opel
Heinrich Adam Opel (Rüsselsheim am Main, 22 settembre 1873 – Magonza, 25 maggio 1928) è stato un imprenditore tedesco, cofondatore della casa automobilistica Opel.

## Biografia
Heinrich Adam Opel fu il terzo figlio di Adam Opel. Il 3 novembre 1898 sposa la figlia di un benestante di Kelsterbach, Wilhelmine Luise Emilie Weber (1878–1928). Ebbero tre figli, Heinz von Opel (1899–1922), Emmy von Opel (1902–1963) e la campionessa di salto ostacoli Irmgard von Opel (1907–1986).
Il 4 ottobre 1900 acquistarono lo Schloss Westerhaus. Divenne nobile il 13 marzo 1917 a Darmstadt ad opera del Granduca Ernesto Luigi d'Assia, come il fratello Wilhelm.